# 리오무니

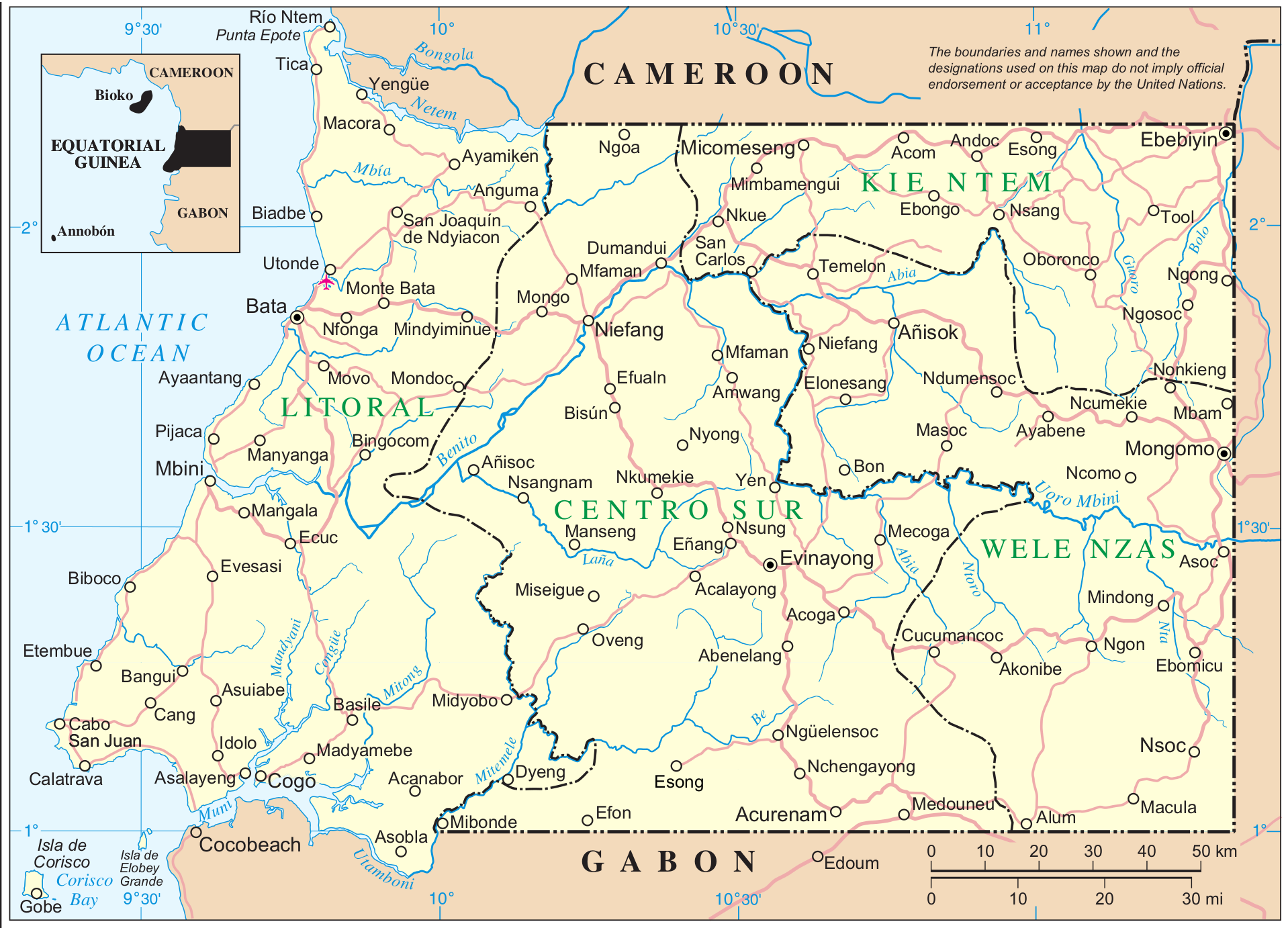
리오무니

스페인의 식민지 시절에 사용된 리오무니의 문장

리오무니(스페인어: Río Muni) 또는 음비니(Mbini, 팡어 이름)는 적도 기니의 대륙 지방을 가리키는 말이다. 이 지역에서 북서쪽으로 156 km 떨어져 있는 비오코섬(Bioko, 2,017 km2)과 함께 적도 기니의 주요 영토를 이룬다.
리오무니의 면적은 26,017 km2로 적도 기니 전체 면적의 92.7%에 이르며, 인구는 882,927 명(2015년 기준)으로 적도 기니 전체 인구의 72.2%를 차지한다. 주로 커피가 생산된다.
1778년 포르투갈이 이 곳을 스페인에 할양했다. 당시 스페인은 이 곳을 자국의 해외 식민지에 거주하고 있던 노예들을 모으기에 적합한 곳으로 여겼지만 이 곳으로 이주했던 스페인인들이 황열병에 결려 사망하는 바람에 이 계획은 무산되고 만다. 그 뒤 스페인이 이 곳을 자국의 식민지로 재편입하면서 카카오와 목재 산업의 중심지가 되었고, 1968년 10월에 비오코섬과 함께 적도 기니로 독립하였다.
적도 기니의 행정 구역 가운데 5개 주(중남부 주, 키에은템 주, 리토랄 주, 웰레은사스 주, 지블로호)가 이 곳에 위치하며 최대 도시는 바타이다.